# Match.com
match.com（マッチドットコム）は、世界6大陸35ヵ国、18言語にて運営している恋愛・結婚マッチングサイトである。

## 概要
世界中に1500万人の会員が存在し、ギネス・ワールド・レコーズに世界最大として登録されている恋愛・結婚マッチングサイトである。match.comでは、様々な人種、言語、居住地、年齢、性別、趣味、性格、身体的特徴など多種多様なプロフィールをもつ会員から条件を設定し、条件にあった相手を探すことができる。

## 歴史
- 1995年4月　米国 マッチ・ドット・コム設立　サービス開始
- 2002年11月　日本語サイト　サービス開始
- 2004年6月　日本オフィス設立
- 2004年11月　日本語サイト　正式ローンチ
- 2005年2月　会員数　世界1500万人
- 2007年10月　日本法人設立　マッチ・ドットコム ジャパン株式会社

## Match Group
Match Group, Inc.は、「Tinder」「Hinge」「Match.com」「OkCupid」「Plenty of Fish」「Meetic」「Azar」「Hakuna Live」「BLK」などの出会い系プラットフォームを運営する企業。米国、ナスダック市場の上場企業。（NASDAQ: MTCH）
1986年7月28日にホーム・ショッピング・ネットワークがテレビ局取得持株会社としてSilver King Broadcasting Companyを設立、その後HSN Communications, Inc、更にSILVER KING COMMUNICATIONS INCに社名変更
1996年12月にSILVER KING COMMUNICATIONS INCがHome Shopping NetworkとSavoy Pictures Entertainmentを合併し、HSN INCに社名変更
1998年2月に USA Networkを買収しUSA NETWORKS INCに社名変更
2002年5月にテレビ放送およびテレビ制作部門の売却を完了しUSA INTERACTIVEに社名変更
2003年5月にINTERACTIVECORPに社名変更。2004年7月にIAC/INTERACTIVECORPに社名変更
2020年7月にIAC/INTERACTIVECORPが、Match Groupのスピンオフを実施し、IAC Holdings, Inc.がIAC/INTERACTIVECORP（現：IAC Inc）に、IAC/INTERACTIVECORPはMatch Group, Inc.に社名変更